# Fabia Drake
Fabia Drake OBE (nacida Ethel Fabia McGlinchy; Herne Bay, Kent, 20 de junio de 1904 – Londres, 28 de febrero de 1990) fue una actriz británica cuya carrera profesional abarcó casi 73 años durante el siglo XX.
Su primer papel profesional, en una película, fue en Masks and Faces (1917) de Fred Paul y su último papel fue en la inimitable e irresistible Madame de Rosemonde en Valmont (1989) de Miloš Forman.
Fue muy buena amiga de Laurence Olivier.

## Biografía
Drake nació en Herne Bay, Kent como Ethel McGlinchy. Su padre, irlandés, un abastecedor, fue un actor manqué cuyo amor fue el teatro y fue dado a citar a Shakespeare. Ella pasó un examen de ingreso a la Real Academia de Arte Dramático (Royal Academy of Dramatic Art acrónimo en inglés) (que luego se convirtió en RADA) en diciembre de 1913 - en ese momento existía una clase pequeña para niños entre diez y dieciséis años que solo iban por las tardes pero tenía un currículum adulto idéntico con estudiantes de alto nivel. (Fueron los de alto nivel del ADA los que decidieron que McGlinchy era demasiado difícil de pronunciar y de recordar para un nombre artístico así que lo cambió, por una encuesta, a Drake que era el segundo nombre de su padre y a Fabia que era el segundo de sus nombres, elegido porque nació en el día de San Fabián). Fundada por Sir Herbert Beerbohm Tree, los contemporáneos de Drake en la Real Academia de Arte Dramático incluyeron a la actriz Meggie Albanesi, Eva Le Gallienne y Miles Malleson - un estudiante de alto nivel que escribió obras para ella. Drake era pequeña, la llamaban el Renacuajo, y actuó en una gama alta de piezas - Richard II, Macbeth, Cardinal Richelieu en la obra de Bulwer Lytton, el Saughraun en The Shaughraun de Dion Boucicault. Sus profesores incluían a Norman Page, a quien ella admiraba y cuya enseñanza respondió – "él te daba seguridad, te inspiraba con su entusiasmo", y Helen Haye, a quien no respondió y no era, de acuerdo a Drake, una buena profesora. Hizo su primera aparición profesional en un escenario en el Court Theatre, Sloane Square, en una producción de teatro para niños llamada The Cockjolly Bird, como una paguroidea – "dentro de una cáscara de inmenso peso y malestar sin precedentes". Su primer trabajo pagado vino cuando fue elegida en la producción The Happy Family. Además, en el reparto había un joven que "más bien había 'alzado' las orejas, y su nombre era Noël Coward." Fue el principio de una amistad para toda la vida. Ese mismo año, 1916, Drake conoció a una heroína, Ellen Terry, cuando ella actuó de Robin, página de diminutivo de Falstaff en escenas de Las alegres comadres de Windsor (The Merry Wives of Windsor en inglés), por una semana, en el Palacio Marina de Brighton.
Además de actuar, la influencia más formativa en la infancia de Drake fue la religión anglicana – más tarde se separó de ella – y el recuerdo vivo de sus Navidades fue la Misa Santa Cecilia de Gounod, en la Misa de Medianoche en la iglesia Anglo-Católica de All Saints, Margaret Street. Uno de los predicadores de esta iglesia, Geoffrey Heald, produjo cada año el coro de niños All Saints en escenas de Shakespeare, en la casa clero. Cuando un año el corista establecido para actuar como Sir Toby Belch en la escena de la cocina de la obra Noche de Reyes (Twelfth Night en inglés) enfermó, Drake fue llamada para reemplazarle, y así conoció a un corista de secundaria también en la producción - Laurence Olivier. "Su íntima amistad se convirtió en una de mis posesiones más preciadas; veíamos el trabajo de otros, estábamos en casa de cada uno, estar disponible durante momentos públicos y privados de triunfo y desastre" escribió, a pesar de que nunca actuó con él de nuevo. A la edad de dieciséis años, fue enviada a una escuela privada en Francia, Camponesea en Meudon-val-Fleury. Había sido un pabellón de caza de Luis XIV y el baño de mármol hundido de Madame de Maintenon aún estaba en su lugar. Drake fue llevada a Reims, en ruinas tras la Primera Guerra Mundial, a Versalles, Chartres, el Bosque de Fontainebleau y le enseñaron, entre otros, por Georges Le Roy asociado a la Comédie-Française quien se convertiría en uno de los grandes profesores del Conservatorio de París.

### Carrera
De nuevo en Londres 1921 y sin empleo, pasó tiempo con Meggie Albanesi, en su camerino durante las 'esperas' en el éxito actual de Albanesi A Bill of Divorcement en el St Martin's Theatre. Drake escribió que «Albanesi había sido ahora establecida como la actriz joven con más talento en Inglaterra, bajo contrato de Basil Dean... la calidez y simpatía de su personalidad era como una estrella polar en mi cielo sombrío de noche». Habiendo intentado, y fallado, tener un empleo con J. E. Vedrenne, Drake decidió unirse a las clases francesas de actuación de Madame Alice Gachet en la RADA, otra profesora brillante, cuyo alumno más famoso es Charles Laughton. Drake lo hizo y entonces firmó para Verdrenne por 18 meses, actuando en pequeños papeles, y siendo suplente fue enviada con Basil Dean, quien estaba a punto de producir Hassan, de James Elroy Flecker. Esta resultó ser una producción memorable, la música incidental fue de Frederick Delius, el gran ballet en la Casa-de-las-Paredes-Móviles fue ideado por Fokin, y el reparto incluyó a Malcolm Keen como el califa y Henry Ainley como Hassan. Drake, una suplente, actuaría en ambas de los dos papeles femeninos de la obra, Yasmin y Pervaneh - Isabel Jeans (Yasmin) y Laura Cowrie (Pervaneh), ambas cayeron con gripe en la epidemia del año 1923.
Cuando C. Aubrey Smith necesitó una actriz para actuar como su hija en una producción de Roland Pertwee, The Creaking Chair su hija le sugirió a Fabia y fue desde Hassan para irse y crear su propia, y primera, parte. La obra siguió durante seis meses, dirigida por Gerald du Maurier, y protagonizada por Tallulah Bankhead al igual que Aubrey Smith. Poco después de esto Drake trabajó con Marie Tempest en una obra de John Hastings Turner llamada The Scariet Lady. En Marie Tempest encontró «comprensión artística, amistad y ayuda». La obra fue un éxito cuando empezó y dio a Drake algo de atención crítica:
- Charles Langbridge Morgan, entonces crítico de The Times (octubre de 1926): «Fabia Drake... ella no ha estado durante mucho tiempo en el escenario profesional. Tiene juicio y aplomo y una mente que levanta una parte insignificante de su trivialidad.»
- James Agate, The Sunday Times (3 de octubre de 1926): «La señorita Fabia Drake es probablemente la mejor ingenua en el escenario actual, y puede ocultar, que su inteligencia hará un día un éxito popular. Ella sugiere salud física, psíquica y moral.»

En el teatro de Londres entre las primera y segunda guerras mundiales, florecieron las sociedades play-producing. Dichas sociedades actuaban como escaparate para nuevos intérpretes y como teatros de prueba para nuevos dramaturgos. Los ex-estudiantes de la RADA decidieron tener su propia sociedad del domingo, The RADA Players, y Drake se convirtió en la segunda de sus secretarios. En un acto de Allan Monkhouse llamado Sons and Fathers, Drake actuó frente a John Gielgud. Durante ese período de su carrera fue víctima de serios ataques de miedo escénico, el resultado de un espasmo en la garganta que le impedía hablar y que temía que volvería en momentos inoportunos.
En 1929, fue con el Memorial Theatre, Stratford-on-Avon en su tour por Estados Unidos - en tres semanas tuvo que aprenderse el guion de Lady Macbeth, Beatrice en Mucho ruido y pocas nueces (Much Ado About Nothing en inglés), la Reina en Hamlet («pero nunca debería haber estado en el reparto para actuar como Gertrude. Yo solo tenía veinticinco años, un poco demasiado joven cuando Hamlet rondaba los cuarenta') Mistress Page en Las alegres comadres de Windsor (The Merry Wives of Windsor en inglés), Hippolyta en El sueño de una noche de verano (A Midsummer Night's Dream en inglés) y Noche de reyes (Twelfth Night en inglés).
Más tarde, pensó que Bridges Adams, el director residente del Memorial Theatre, (Royal Shakespeare) le hizo un flaco servicio en esta obra, porque lo apretado de los ensayos hicieron que Drake tuviera que aprenderse el guion de memoria. No había tiempo para ella de vivir la obra. (Ella, como Lady MacBeth en 1933 en Stratford, la producción de Komisarjevsky, fue pintada en la escena del sonambulismo por Walter Stickert - el trabajo se expuso en la exhibición de la Royal Academy en 1934 para celebrar la elección de Sickert como R.A.) Poco después de ir al SS Megantic, ensayando Macbeth sufrió un espasmo en la garganta así que el viaje empezó con algo de miedo.
Asustada de sufrir un ataque de asfixia, y ser incapaz de hablar pero a pesar de eso, actuó en Pittsburgh, Cleveland, St Louis, Denver, Washington – pero en Chicago finalmente alcanza el final de su fuerza.
Así buscó ayuda psiquiátrica y con el psiquiatra trazó la primera intrusión de su fobia de su trabajo en el escenario y su posible origen en una mentira que había dicho para evitar el catecismo cuando se había puesto a sí misma enferma empujando una cuchara en su garganta. Hasta su retiro temporal del escenario, cuando se casó, de ahora en adelante tenía que ponerse psíquicamente enferma para deshacerse de la asfixia antes de acercarse al escenario. De vuelta en Inglaterra su amigo John Gielgud le dio la idea de actuar como Rosalind en una producción de Como gustéis (As You Like It en inglés) en el Old Vic - Drake se sentiría muy identificada con este papel. En 1931 hizo otro tour por los Estados Unidos y Canadá, conociendo esta vez a Ivor Novello en Los Ángeles – que también se hizo su amigo. Volviendo de Hollywood actuó en la actuación de apertura en el Royal Shakespeare Theatre, Enrique IV, parte 1, el cual fue casi un desastre porque fue completamente inaudible. Drake, actuando en la parte de Lady Percy, fue ayudada por el hecho de que estaba en el proscenio y fue audible. Las críticas se dirigieron a su actuación más que a las otras; H.V. Morton estaba cubriendo el acto para Daily Herald y a la mañana siguiente el Daily Herald hizo un letrero en su cartelera que decía: Todo Stratford habla sobre una mujer
Tras su boda en diciembre de 1938, con Maxwell Turner, un abogado de los tribunales superiores británicos, se retiró completamente del escenario. Su hija nació en marzo de 1940. Diez años de hacerse enfermar psíquicamente antes y después de cada actuación habían cobrado su precio, pero en el año 1943 cuando Sir Kenneth Barnes le ofreció unirse a su personal de profesores en la RADA, y se recuperó. Por tres años, 1943, 1944 y 1945, trabajó con estudiantes cuyo trabajo fue descrito como «uno de los periodos más estimulantes y gratificantes» de su vida. Sus estudiantes incluían a Roger Moore, John Neville, Robert Shaw y Richard Johnson. Ella también comprendía una producción de Enrique V, pese a no ser con los estudiantes de la RADA, pero con personal del Ejército de EE. UU. Renée Asherson también apareció en la producción como la Princesa Francesa en la versión cinematográfica. (Habiendo visto esta producción Robert Donat le ofreció encargarse del casting y producción de la próxima temporada de la posguerra en gestión del Aldwych Theatre). El trabajo de profesora de Drake terminó en la RADA cuando empezó a tener un dolor en su mandíbula y tuvo que irse en medio de clase.
Se interesó en investigar sobre la compañía de actores de Shakespeare, hombres como Richard Burbage y Thomas Pope, y el efecto que los actores tuvieron en la creación de guiones de Shakespeare para ellos.
Su marido muere de cáncer hepático a los 53 años, y es invitada por Binkie Beaumont para volver al teatro. Aceptó la oferta de un papel en una novela de suspense, Write Me A Murder, de Frederick Knott. Sintiendo la necesidad del sol y de un clima más cálido tras finalizar la obra, viajó a Isquia - era 1962 y el año del Gran Congelamiento en Gran Bretaña. A partir de este punto el viajar se hizo una parte importante de su vida, y así empezó a conocer a 'caballeros educados' que hablaban con los viajeros en cruceros o en cuestiones culturales. Hombres como Maurice Bowra, John Wolfenden y Mortimer Wheeler. Empezó a escribir más tarde sobre deber un gran pacto con Wheeler: "Porque, cuando una mujer pierde a su hombre en la muerte y ya no es joven se puede inclinar fácilmente a un resignado enfoque a mayor edad que se dice que Ambologuera debe posponer". Ella confió y valuó su amistad, amitié amoureuse.
Continuó trabajando en la radio y en la televisión, incluyendo trabajo con Dickie Henderson en bosquejos de comedia para Thames TV, y Leslie Crowther (en Big Boy, Now! de ATV), al igual que en series mayores como The Pallisers y The World of Wooster, de P. G. Wodehouse, actuando como la tía Agatha de Bertie Wooster, con Ian Carmichael (Bertie) y Dennis Price (el inimitable Jeeves), y una actuación aclamada como excéntrica, el solitario matriarca anglo-indio Mabel Layton en The Jewel in the Crown (1984).
Hubo también dos actuaciones en pantalla en sus últimos años, como Catherine Alan en A Room with a View (1985) y como Madame de Rosemonde en Valmont (1989), en el cual The New York Times alabó su actuación por su «serena dignidad».
Drake fue premiada al OBE en el año 1987.

### Vida personal
Drake se casó con Maxwell Turner, un abogado de los tribunales superiores británicos y hermano de John Hastings Turner, el dramaturgo de sus dos obras con Marie Tempest, en diciembre de 1938. Su única hija, Deirdre, nació en marzo de 1940.

## Filmografía seleccionada
- (1948) London Belongs to Me
- (1951) White Corridors
- (1951) Young Wives' Tale
- (1953) Isn't Life Wonderful!
- (1954) Fast and Loose
- (1957) Not Wanted on Voyage
- (1957) The Good Companions
- (1958) Girls at Sea
- (1959) Operation Bullshine
- (1961) Seven Keys
- (1961) What a Whopper
- (1969) A Nice Girl Like Me
- (1970) Tam-Lin
- (1974) Got It Made
- (1985) A Room with a View
- (1989)Valmont

## Televisión seleccionada
- (1960) Persuasion
- The Avengers
- (1964) The Saint como tía Hattie en el primer episodio de la temporada 3, The miracle tea party (El caso del té milagro)
- (1971) Doctor at Large Episodio 10, Upton Sells Out?
- (1977) The Pallisers
- (1984) The Jewel in the Crown
- Inspector Morse episodio Last Bus to Woodstock (1988)[9][10]

## Autobiografía
- Blind Fortune publicado por WIlliam Kimber (1978)